# 1688
Епоха великих географічних відкриттів •  Перша наукова революція • Річ Посполита •  Запорозька Січ •  Руїна

## Геополітична ситуація
Османську імперію очолює Сулейман II (до 1691). Під владою османського султана перебувають Близький Схід та Єгипет, Середземноморське узбережжя Північної Африки, частина Закавказзя, значні території в Європі: Греція, Болгарія і Сербія. Васалами османів є Волощина та Молдова.
Священна Римська імперія — наймогутніша держава Європи. Її територія охоплює, крім німецьких земель, Угорщину з Хорватією, Богемію, Північну Італію. Її імператор — Леопольд I Габсбург (до 1705).
Габсбург Карл II Зачарований є королем Іспанії (до 1700). Йому належать Іспанські Нідерланди, південь Італії, Нова Іспанія, Нова Гранада та Нова Кастилія в Америці, Філіппіни. Королем Португалії є Педру II (до 1706). Португалія має володіння у Бразилії, Африці, Індії, Індійському океані та Індонезії.
Північ Нідерландів займає Республіка Об'єднаних провінцій. Вона має колонії в Північній Америці, Індонезії, на Формозі та на Цейлоні. Король Франції — Людовик XIV (до 1715). Франція має колонії в Північній Америці. Короля Англії — Якова II Стюарта (до 1688) повалено. Англія має колонії в Північній Америці, на Карибах та в Індії. Король Данії та Норвегії — Кристіан V (до 1699), король Швеції — Карл XI (до 1697). На Апеннінському півострові незалежні Венеційська республіка та Папська область. Король Речі Посполитої — Ян III Собеський (до 1696). Формально царями Московії є Іван V (до 1696) та Петро I, фактичну владу тримає в своїх руках регентка Софія Олексіївна.
Україну розділено по Дніпру між Річчю Посполитою та Московією. Діють два гетьмани: Андрій Могила (польський протекторат) на Правобережжі, Іван Мазепа (московський протекторат) на Лівобережжі. На півдні України існує Запорозька Січ. Існують Кримське ханство, Ногайська орда.
В Ірані правлять Сефевіди. Значними державами Індостану є Імперія Великих Моголів, в якій править Аурангзеб, Голкондський султанат, Імперія Маратха. В Китаї править Династія Цін. У Японії триває період Едо.

## Події

### В Україні
- 8 січня село Чехи (Лугове) стало власністю домініканського монастиря в Підкамені (тепер Монастир) походження дерева Хреста Господнього, УГКЦ
- Кошовим отаманом Війська Запорізького обрано Івана Гусака.

### У світі
- Славна революція в Англії;
  - 10 червня у короля Якова II народився син Джеймс Френсіс Едвард Стюарт, що збільшило небезпеку встановлення католицької династії.
  - 30 червня «семеро безсмертних» англійських єпископів запросили штадтгальдера Нідерландів Віллема III Оранського та принцесу Мері на англійський трон.
  - 11 листопада Віллем III Оранський висадився в Англії з 15-тисячним військом для захисту англійських протестантів.
  - 11 грудня англійський король Яків II, війська якого розбіглися, спробував утекти до Франції.
  - 18 грудня Віллем III Оранський увійшов у Лондон.
- Французький король Людовик XIV напав на Пфальц — почалася війна Аугсбурзької ліги, що тривала 9 років.
- Велика Турецька війна:
  - Венеційці відступили з Афін та Пірею.
  - Облога венеційцями Негропонте зазнала невдачі.
  - 6 вересня габсбурзькі війська оволоділи Белградом.
  - У Болгарії спалахнуло Чипровицьке повстання проти османської влади.
- Курфюрстом Бранденбургу-Пруссії став Фрідріх III (майбутній король).
- На Онезькому озері 1500 старообрядців, монастир яких був під облогою царських військ, спалили себе заживо.
- Англійський мореплавець Вільям Дампір першим із європейців висадився на Острів Різдва.
- В Аюттхаї стався переворот. Проєвропейський правитель Нарай втратив владу, його радник Костянтин Геракіс — голову. Трон захопив Петрача.

### Наука та культура
- У Лондоні Едвард Ллойд відкрив кав'ярню, що стала популярною серед людей, пов'язаних з морською торгівлею. З неї виріс Лондонський Ллойдс.

## Народились
див. також Категорія:Народились 1688
- 4 квітня — Жозеф-Нікола Деліль, французький астроном і картограф
- 15 серпня — Фрідріх Вільгельм I, король Пруссії (1713—1740)

## Померли
див. також Категорія:Померли 1688
- 9 травня — у віці 68 років помер Фрідріх Вільгельм
- 25 серпня — у віці 53 років помер англійський пірат, губернатор Ямайки сер Генрі Морган